# قارئ الشاشة
قارئ الشاشة هو تقنية مساعدة تقوم بتحويل محتوى النصوص والصور إلى كلام مسموع أو نص مكتوب بطريقة بريل. يُعدّ قارئ الشاشة تقنية ضرورية لمساعدة للمكفوفين، ومفيدة أيضًا للأشخاص ضعاف البصر، والأميين، أو الأشخاص الذين يعانون من صعوبات في التعلم.
عادة ما يكون قارئ الشاشة عبارة عن تطبيق برمجي يُحاول نقل ما يراه الأشخاص ذوو البصر الطبيعي على الشاشة إلى مستخدميه باستخدام وسائل غير بصرية، مثل تحويل النص المكتوب إلى كلام، أو أيقونات الصوت، أو جهاز بريل. ويتم ذلك من خلال تطبيق مجموعة واسعة من التقنيات، كالتفاعل مع واجهات برمجة تطبيقات مخصصة لسهولة الوصول، واستخدام ميزات نظام التشغيل المختلفة (مثل التواصل بين العمليات والاستعلام عن خصائص واجهة المستخدم)، واستخدام تقنيات الخطف.
دمجت شركة مايكروسوفت قارئ الشاشة مايكروسوفت ناراتور في أنظمة تشغيل مايكروسوفت ويندوز بدءًا من الإصدار ويندوز 2000، ولكن بمرور الوقت أصبحت هناك نماذج أكثر شيوعًا وانتشارًا على نطاق واسغ لقارئات الشاشة مثل قارئ الشاشة جاوس الذي طورته شركة فريدوم ساينتفك، ومكبر الشاشة زوم تكست، وقارئ الشاشة المجاني والمفتوح المصدر إن في دي أيه الذي طورته شركة إن في أكسس.
كذلك تأتي أنظمة التشغيل ماك وآي أو إس وتي في أو إس الخاصة بشركة آبل مزودة بقارئ الشاشة المدمج فويس أوفر، على حين تأتي الأجهزة التي تستخدم نظام التشغيل أندرويد، والخاص بشركة جوجل مزودة بقارئ الشاشة المدمج توك باك، ويتيح لنظام كروم أو إس إمكانية استخدام قارئ الشاشة كرومفوكس، بينما تأتي الأجهزة التي تعمل بنظام أندرويد، والخاصة بشركة أمازون مزودة بقارئ الشاشة المدمج فويس فيو، كما تتوفر أيضًا قارئات شاشة مجانية ومفتوحة المصدر مثل قارئ الشاشة سبيكاب، وأوركا للاستخدام على أنظمة التشغيل الأخرى مثل لينكس ويونكس وشبيه يونكس.

## التاريخ
طور عالوم الحاسوب آل أوفربي من شركة آي بي إم رالي في عام 1978، أول نموذج لجهاز طرفي ناطق، والذي عُرف باسم برنامج تشغيل واجهة الصوت الاصطناعية، للاستخدام في أجهزة حواسب آي بي أم 3270. كان برنامج تشغيل واجهة الصوت الاصطناعية يقرأ قيم أسكي المعروضة على الشاشة في تدفق، ثُم ينطقها عبر مُركِّب مسارات صوتية كبير بحجم حقيبة السفر، وقد بلغت تكلفت تطويره حوالي 10,000 دولارًا أمريكيًا. قامت الدكتورة جيسي رايت، وهي باحثة رياضيات كفيفة، بالتعاون مع طالب دراسات عليا سابق لديها في جامعة ميشيغان يدعى جيم تاتشر، والذي عمل أيضًا كمطور لدى شركة آي بي إم، بتكييف برنامج تشغيل واجهة الصوت الاصطناعية كأداة داخلية ليستخدمها المكفوفون من مطوري شركة آي بي إم. وبعد طرح الشركة لحاسوب آي بي إم الشخصي في عام 1981، طوّر ثاتشر ورايت سويا برنامجًا مكافئًا لبرنامج تشغيل واجهة الصوت الاصطناعية عُرف باسم برنامج تشغيل واجهة الصوت الاصطناعية للحواسب الشخصية، ثُم أعادت الشركة تسمية برنامج تشغيل واجهة الصوت الاصطناعية وطرحته من جديد في عام 1984 تحت اسم قارئ شاشة آي بي إم، والذي أصبح هو الاسم التجاري لتلك الفئة العامة من تقنيات المساعدة منذ ذلك الحين.

## الأنواع

### قارئات الشاشة المخصصة لواجهات واجهات سطر الأوامر
في أنظمة التشغيل الحاسوبية المبكرة، مثل إم إس-دوس، والتي استخدمت واجهات سطر الأوامر، كانت شاشة العرض تتكون من أحرف تُربط مباشرةً بمخزن مؤقت للشاشة في الذاكرة وموقع المؤشر. وكانت عملية الإدخال تتم عن طريق لوحة المفاتيح. وبالتالي، كان من الممكن الحصول على جميع هذه المعلومات من النظام إما عن طريق خطف تدفق المعلومات حول النظام وقراءة مخزن الشاشة، أو باستخدام مقبس إخراج قياسي للأجهزة، ومن ثم توصيل النتائج إلى المستخدم. وفي ثمانينيات القرن العشرين، طوّر مركز أبحاث تعليم ذوي الإعاقة البصرية في جامعة برمنغهام قارئ شاشة لجهازي بي بي سي ميكرو وإن إي سي بورتابل.

### قارئات الشاشة المخصصة للواجهات الرسومية

#### نماذج خارج الشاشة
مع ظهور واجهات المستخدم الرسومية، أصبح الوضع أكثر تعقيدًا.، إذ تحتوي واجهة المستخدم الرسومية على أحرف ورسومات مرسومة على الشاشة في مواضع محددة، وبالتالي لا يوجد تمثيل نصي بحت للمحتويات الرسومية المعروضة على الشاشة. لذلك، اضطرت برامج قراءة الشاشة إلى استخدام تقنيات جديدة منخفضة المستوى، لجمع الرسائل من نظام التشغيل واستخدامها لبناء نموذج خارج الشاشة لتمثيل للشاشة وتخزين المحتوى النصي المطلوب. فعلى سبيل المثال، عندما يُرسل نظام التشغيل رسائل لرسم زر أمر وتسميته التوضيحية. فإن برنامج قارئ الشاشة عليه أن يعترض هذه الرسائل ويستخدمها لبناء النموذج خارج الشاشة. ويمكن للمستخدم بعد ذلك التبديل بين عناصر التحكم (كالأزرار والأيقونات) المتاحة على الشاشة، ومن ثم تُقرأ التسميات التوضيحية ومحتويات عناصر التحكم بصوت عالٍ أو تُعرض على شاشة بريل قابلة للتحديث. يمكن لبرامج قراءة الشاشة أيضًا نقل المعلومات عبر القوائم وعناصر التحكم وغيرها من العناصر المرئية للسماح للمستخدمين المكفوفين بالتفاعل مع هذه العناصر. ومع هذا، فإن الحفاظ على نموذج خارج الشاشة كان يمثل تحديًا تقنيًا كبيرًا؛ إذ يُعدّ ربط الرسائل منخفضة المستوى والحفاظ على نموذج دقيق مهمتين صعبتين.